# Курулуш (Момбековский айылный аймак)
Курулуш (кирг. Курулуш) — село в Ноокенском районе Джалал-Абадской области Кыргызстана. Входит в состав Момбековского айылного аймака.

## География
Село расположено в южной части области, на расстоянии приблизительно 12 километров (по прямой) к западо-юго-западу от села Масы, административного центра района. Абсолютная высота — 602 метра над уровнем моря.

## Население
Согласно оценочным данным Национального статистического комитета Кыргызской Республики, численность населения села на начало 2023 года составляла 4177 человек.
| год     | 2009 | 2014 | 2015 | 2020 | 2021 | 2023 |
| ------- | ---- | ---- | ---- | ---- | ---- | ---- |
| человек | 2856 | 3046 | 3629 | 3978 | 4138 | 4177 |